# Carex druceana
Carex druceana är en halvgräsart som beskrevs av Bruce Gordon Hamlin. Carex druceana ingår i släktet starrar, och familjen halvgräs.

## Underarter
Arten delas in i följande underarter:
- C. d. astonii
- C. d. druceana